# Resolutie 2179 Veiligheidsraad Verenigde Naties
Resolutie 2179 van de Veiligheidsraad van de Verenigde Naties werd op 14 oktober 2014 unaniem aangenomen door de VN-Veiligheidsraad en verlengde de UNISFA-vredesmacht in Abyei (Soedan) met vier-en-een-halve maand.

## Achtergrond
Al in de jaren 1950 was het zwarte zuiden van Soedan in opstand gekomen tegen het overheersende Arabische noorden. De vondst van aardolie in het zuiden maakte het conflict er enkel maar moeilijker op. In 2002 kwam er een staakt-het-vuren en werden afspraken gemaakt over de verdeling van de olie-inkomsten. Verschillende rebellengroepen waren hiermee niet tevreden en in 2003 ontstond het conflict in Darfur tussen deze rebellen en de door de regering gesteunde janjaweed-milities. Die laatsten gingen over tot etnische zuiveringen en in de volgende jaren werden in Darfur grove mensenrechtenschendingen gepleegd waardoor miljoenen mensen op de vlucht sloegen. In februari 2011 stemde een overgrote meerderheid van de inwoners van Zuid-Soedan in een referendum voor onafhankelijkheid. De regio Abyei, die tussen Noord- en Zuid-Soedan lag, werd echter door beide partijen opgeëist, wat tot veel geweld leidde waardoor meer dan 100.000 inwoners op de vlucht sloegen.

## Inhoud
De inspanningen van Soedan en Zuid-Soedan om de Veilige Gedemilitariseerde Grenszone, waaronder het 14-mijlsgebied, te demilitariseren en het Gezamenlijk Grenstoezichtsmechanisme uit te voeren waren vastgelopen omdat dat laatste land het oneens bleef met de positie van de middenlijn.
Het zou voor beiden beter zijn de dialoog op te nemen in plaats van naar geweld en provocaties te grijpen. Men was wel tevreden dat president Bashir en president Kiir een dialoog in stand hielden. Men riep op de onderhandelingen over de definitieve status van Abyei te hervatten.
Men was verder zeer bezorgd over het feit dat het bestuur en de politiemacht in deze regio nog steeds niet waren opgezet, ondanks een overeenkomst hierover in 2011. De aanwezigheid van de Zuid-Soedanese veiligheidsdienst, de Soedanese oliepolitie en de geregelde komst van Misseriyamilities werden veroordeeld.
Daarnaast moest ook de bevolking in de regio ontwapend worden. Enkel UNISFA-personeel mocht er wapens dragen. De twee overheden werden eveneens gevraagd een vredesconferentie te beleggen tussen de Ngok Dinka- en de Misseriya-stamhoofden. Alle partijen werden ook opgeroepen mee te werken aan het onderzoek naar de moord op een UNISFA-blauwhelm en een Ngok Dinka-stamhoofd.
Op 7 september had de Soedanese nationale verkiezingscommissie aangekondigd Abyei op te nemen in de verkiezingen van 2015. Die beslissing vormde een ernstig risico voor de stabiliteit van de regio. Het was er relatief kalm, maar de situatie kon gemakkelijk uit de hand lopen.
Het mandaat van de UNISFA-vredesmacht in Abyei werd ongewijzigd verlengd tot 28 februari 2015.

## Verwante resoluties
- Resolutie 2126 Veiligheidsraad Verenigde Naties (2013)
- Resolutie 2156 Veiligheidsraad Verenigde Naties
- Resolutie 2187 Veiligheidsraad Verenigde Naties
- Resolutie 2205 Veiligheidsraad Verenigde Naties (2015)

Lijst ·  2133 ·  2134 ·  2135 ·  2136 ·  2137 ·  2138 ·  2139 ·  2140 ·  2141 ·  2142 ·  2143 ·  2144 ·  2145 ·  2146 ·  2147 ·  2148 ·  2149 ·  2150 ·  2151 ·  2152 ·  2153 ·  2154 ·  2155 ·  2156 ·  2157 ·  2158 ·  2159 ·  2160 ·  2161 ·  2162 ·  2163 ·  2164 ·  2165 ·  2166 ·  2167 ·  2168 ·  2169 ·  2170 ·  2171 ·  2172 ·  2173 ·  2174 ·  2175 ·  2176 ·  2177 ·  2178 ·  2179 ·  2180 ·  2181 ·  2182 ·  2183 ·  2184 ·  2185 ·  2186 ·  2187 ·  2188 ·  2189 ·  2190 ·  2191 ·  2192 ·  2193 ·  2194 ·  2195